# Gorno Orizari
Gorno Orizari (en macédonien Горно Оризари) est un village du sud-est de la Macédoine du Nord, situé dans la municipalité de Bitola. Le village comptait 2454 habitants en 2002.

## Démographie
Lors du recensement de 2002, le village comptait :
- Macédoniens : 2 431
- Roms : 13
- Serbes : 3
- Valaques : 1
- Autres : 6